# آرمان‌شهر قوانین

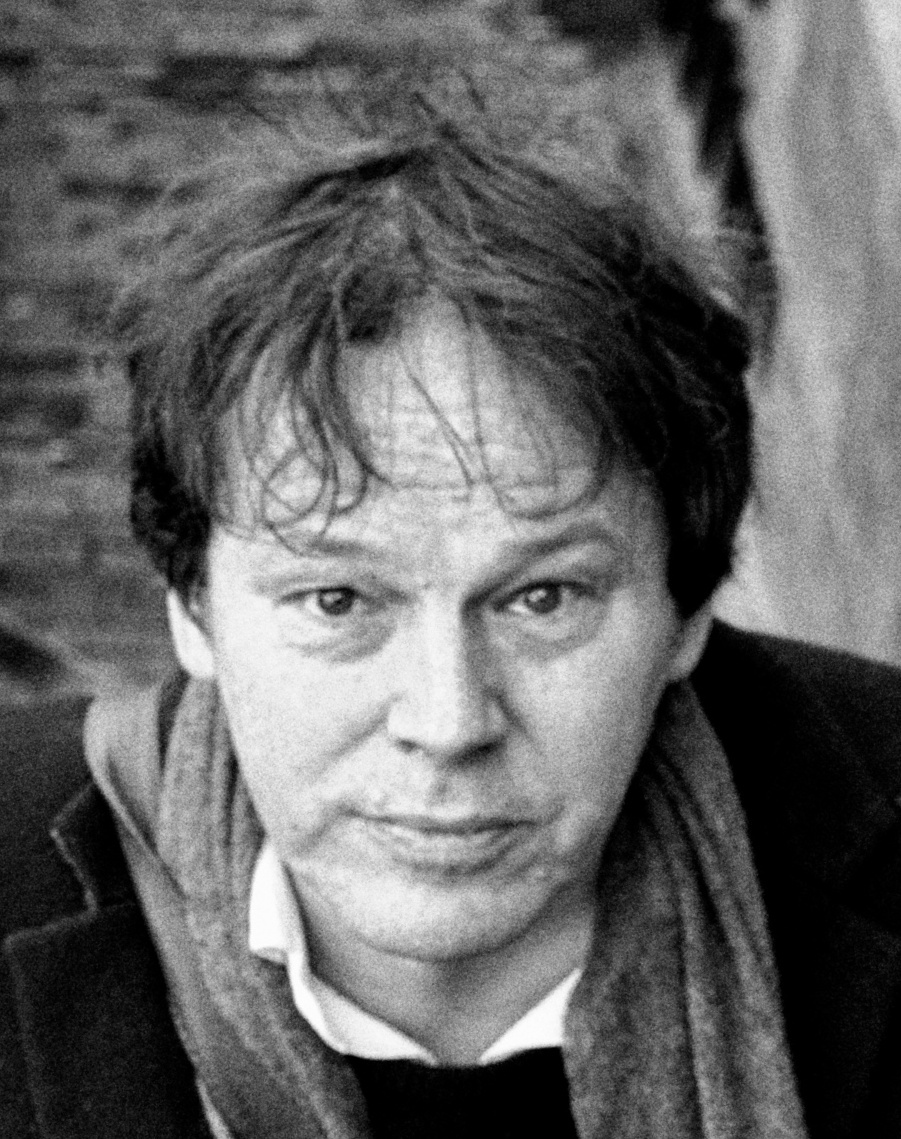
نویسنده در سال ۲۰۱۵

آرمان‌شهر قوانین: در باب فناوری، حماقت و لذات پنهان دیوان‌سالاری، کتابی است که توسط دیوید گریبر -انسان‌شناس- در سال ۲۰۱۵ دربارهٔ چگونگی رابطهٔ مردم با و تأثیرپذیری آن‌ها از دیوان‌سالاری‌ها منتشر شده‌است. گریبر پیش از این بدهی: ۵۰۰۰ سال اول و پروژه دموکراسی را نوشت و یکی از سازمان‌دهندگان جنبش اشغال وال استریت بود. گریبر قرارداد کتاب را اواخر سال ۲۰۱۴ با انتشارات ملویل هاوس امضا کرد و آرمان‌شهر قوانین در ۲۴ فوریهٔ ۲۰۱۵ منتشر شد.

## چکیده
گریبر دوران معاصر را «عصر دیوان‌سالاری کامل» توصیف می‌کند. عصری که در آن دیوان‌سالاری‌های دولتی و خصوصی آنچنان در هم گره خورده‌اند که از یکدیگر قابل تفکیک نیستند و به مکانیسم‌های اصلی سودآوری وال استریت تبدیل شده‌اند. او توصیف می‌کند که چگونه بوروکراتیک‌سازی تهدید خشونت را تقریباً به همهٔ جنبه‌های زندگی روزمره در کشورهای ثروتمند وارد می‌کند، آن هم از طریق فشار قانون و پلیس. گریبر استدلال می‌کند که دیوان‌سالاری‌ها دیگر مانند تبصره-۲۲ یا قصر تجزیه و تحلیل یا هجو نمی‌شوند. کتاب بر «پیامدهای سیاسی» دیوان‌سالاری‌ها و راه‌حل‌های گریبر متمرکز است.
گریبر خاطرنشان می‌کند که آمریکایی‌ها به شدت از دیوان‌سالاری منزجر هستند، در عین حال انگیزه‌ای برای دگرگونی دیوان‌سالاری ندارند؛ گریبر فکر می‌کند که آمریکایی‌ها باید این انگیزه را داشته باشند. او خواستار رفع فوری محدودیت‌هایی شده که حاصل از دیوان‌سالاری است و مانع خلاقیت می‌شود. او استدلال می‌کند که «نظم و قاعده‌مندیِ» بوروکراسی بیش از آنکه ارزشمند باشد آسیب‌زننده است، و توضیح می‌دهد که قوانین در عمل برای همه به یک اندازه اعمال نمی‌شوند و بیشتر «ابزاری هستند که تخیل انسان از طریق آنها نابود می‌شود».

## انتقادها
توماس هچرد برای ان‌پی‌آر نوشت که این کتاب بخشی دانشگاهی و بخشی سیاست‌های رادیکال است. وی به وجود «بودریار و بل هوکس» و دیگر ادبیات دانشگاهی اشاره کرد. هاچارد نوشت که سیاست غیر بوروکراتیک اشغال گریبر استدلال‌های این کتاب را زیر سؤال می‌برد. هاچارد نوشت که نکات گرابر «تقریباً همیشه روشنگر، تأمل‌برانگیز» است و ارزش استدلال‌های «پرپیچ و خم» دربارهٔ موضوعاتی از جمله تاریخ فلسفه، زبان‌شناسی و فیلم‌های علمی-تخیلی را دارد. به نظر منتقد، کتاب نیکیل ساوال در مورد «تکامل دفاتر کار» -Cubed- که تعادل بین خلاقیت دفتر کار و قوانین دفتر کار را دنبال می‌کند، می‌تواند مکمل خوبی برای این کتاب باشد.

## میراث
سوالات مطرح شده در کتاب به موضوع دوسالانهٔ ۲۰۱۶ تایپه شکل داد، جایی که هنرمندان کارهایی را دربارهٔ اینکه بوروکراسی‌های نهادی چگونه به تخیل انسان شکل می‌دهند، تولید کردند.

## مطالعهٔ بیشتر
- Bratishenko, Lev (مارس 23, 2015). "The Utopia of Rules: On Technology, Stupidity and the Secret Joys of Bureaucracy". Maclean's. 128 (11): 61.
- Burkeman, Oliver (مارس 11, 2015). "Capitalism was supposed to reduce red tape. Why is bureaucracy worse than ever?". The Guardian.
- Cosic, Miriam (مه 16, 2015). "David Graeber's Utopia of Rules tackles bureaucracy". The Australian. Retrieved October 4, 2017.
- Cunningham, Guy Patrick (ژانویه 21, 2016). "On Bureaucracy and the Left". Los Angeles Review of Books. Retrieved January 24, 2016.
- Doctorow, Cory (فوریه 2, 2015). "David Graeber's The Utopia of Rules: On Technology, Stupidity, and the Secret Joys of Bureaucracy". Boing Boing. Retrieved October 5, 2017.
- Fajgenbaum, Emma (ژوئیه–اوت 2016). "Audit Culture". New Left Review. II (100): 144–151.
- Fay, Stephen (ژوئیه 8, 2016). "Politics (Rev. of The Utopia of Rules)". The Times Literary Supplement (5910): 30–31.
- Gatenby, Mark (نوامبر 2015). "Book Review: David Graeber The Utopia of Rules: On Technology, Stupidity, and the Secret Joys of Bureaucracy". Organization Studies. 36 (11): 1599–1602. doi:10.1177/0170840615590746. S2CID 147572596.
- Gray, John (مه 6, 2015). "The Utopia of Rules: On Technology, Stupidity and the Secret Joys of Bureaucracy by David Graeber – review". The Guardian.
- Hanlon, Gerard (فوریه 2016). "Total bureaucratisation, neo-liberalism, and Weberian oligarchy". Ephemera: Theory & Politics in Organization. 16 (1): 179–191.
- Herzog, Lisa (آوریل 3, 2016). "'Bürokratie': Nur lästig". Die Zeit (به آلمانی).
- Inglis, Fred (مه 14, 2015). "Quick, to the Batmobile! (Rev. of The Utopia of Rules)". Times Higher Education (2203): 50–51.
- Isquith, Elias (مارس 5, 2015). "'I found myself turning into an idiot!': David Graeber explains the life-sapping reality of bureaucratic life". Salon. Retrieved June 29, 2017.
- Jeffries, Stuart (مارس 21, 2015). "David Graeber interview: 'So many people spend their working lives doing jobs they think are unnecessary'". The Guardian.
- Kindley, Evan (مه 29, 2015). "Bashing Bureaucracy". Chronicle of Higher Education. 61 (37): 13.
- Komporozos-Athanasiou, Aris (مارس 2016). "The Utopia of Rules: On Technology, Stupidity, and the Secret Joys of Bureaucracy". The British Journal of Sociology. 67 (1): 173–175. doi:10.1111/1468-4446.12166.
- Larrinaga, Carlos (2016). "Rev. of The Utopia of Rules". Social and Environmental Accountability Journal. 36 (3): 209–210. doi:10.1080/0969160X.2016.1235401. S2CID 157617657.
- McKenzie, Lisa (ژوئیه 9, 2015). "Summer reads 2015". Times Higher Education (2211): 48–49.
- Morris, Iain (مه 17, 2015). "The Utopia of Rules: On Technology, Stupidity, and the Secret Joys of Bureaucracy review – paperwork as a tool of repression". The Observer.
- Nelson, Sarah (مه 15, 2015). "The Utopia of Rules – David Graeber". Full Stop. Retrieved September 6, 2017.
- Piliavsky, Anastasia (مارس 1, 2017). "The wrong kind of freedom? A Review of David Graeber's The Utopia of Rules". International Journal of Politics, Culture, and Society. 30 (1): 107–111. doi:10.1007/s10767-016-9246-2.
  - Graeber, David (مارس 1, 2017). "A Response to Anastasia Piliavsky's The Wrong Kind of Freedom? A Review of David Graeber's The Utopia of Rules". International Journal of Politics, Culture, and Society. 30 (1): 113–118. doi:10.1007/s10767-016-9248-0.
- Poole, Steven (مه 7, 2015). "The industry of Me". New Statesman. 144 (5261): 49.
- "Rev. of The Utopia of Rules by David Graeber". Kirkus Reviews. دسامبر 22, 2014.
- Tett, Gillian (2015-02-20). "Time to tear up the paperwork". Financial Times. Archived from the original on 5 اكتبر 2017. Retrieved 2017-10-05. {{cite web}}: Check date values in: |archivedate= (help)
- Umney, Charles (دسامبر 1, 2015). "Rev. of The Utopia of Rules". British Journal of Industrial Relations. 53 (4): 816–818. doi:10.1111/bjir.12158.
- Weinberg, Jonathan (آوریل 2017). "Bureaucracy as Violence". Michigan Law Review. 115 (6): 1097–1116.
- Yarbrough, Marshall (نوامبر 3, 2015). "The Misery of the General Reader: Fukuyama and Graeber". Full Stop. Retrieved September 6, 2017.
- Zantvoort, Bart (مه 30, 2015). "Rev. of The Utopia of Rules". Marx & Philosophy Review of Books. Retrieved September 6, 2017.